# Colin Killoran
Colin Killoran (キローラン 木鈴 Killoran Korin?), född 7 april 1992 i Tokyo prefektur, är en japansk fotbollsspelare.
Killoran började sin karriär 2011 i Tokyo Verdy. 2012 blev han utlånad till Giravanz Kitakyushu. Han gick tillbaka till Tokyo Verdy 2013. 2015 flyttade han till Blaublitz Akita.